# 皮瑞·雷斯
艾哈邁德·穆希丁·皮瑞 （Ahmet Muhiddin Piri；約1465年—1553年），以皮瑞·雷斯（Piri Reis）之名廣為人知，其是一位航海家、地理學家和製圖師。今天，他主要以其在Kitab-ı Bahriye中收集的地圖和海圖而聞名，這本書包含有關早期航海技術的詳細資訊以及當時相對準確的海圖，描述了當時地中海主要的港口和城市。
他於 1513 年繪製的第一張世界地圖的一小部分於 1929 年在伊斯坦布爾的托普卡帕宮被發現。他的世界地圖是顯示新世界的最古老的土耳其地圖集，也是現存最古老的美洲地圖之一（現存最古老的美洲地圖是胡安·德拉科薩於 1500 年繪製的地圖）。 他的地圖以北迴歸線緯度的撒哈拉沙漠為中心。
1528年，他繪製了第二張世界地圖，其中一小塊殘片（顯示了格陵蘭島和北美洲，從北部的拉布拉多和紐芬蘭到佛羅里達、古巴、伊斯帕尼奧拉島、牙買加和南部的中美洲部分地區）仍然存在。根據他加註的文字記載，他使用大約 20 種各國海圖和mappae mundi（一種中世紀歐洲的世界地圖）繪製了他的地圖，其中包括克里斯托弗·哥倫布的一幅。 他於 1553 年在開羅被處決，被判犯有解除荷姆茲島圍困並放棄艦隊的罪名，儘管他這樣做的原因是他的船隻缺乏維護。